# Sojuz TM-25
Sojuz TM-25 (Союз ТМ-25) – rosyjska załogowa misja kosmiczna, stanowiąca trzydziestą wyprawę na pokład stacji kosmicznej Mir.
Misja miała na celu przetransportowanie na pokład stacji zapasów i kosmonautów. Kapsuła, wyniesiona przez rakietę nośną Sojuz-U połączyła się ze stacją 12 lutego 1997 o godzinie 15.51. W ostatniej fazie dokowania zauważono niewielkie zejście z kursu, dowódca misji dokończył manewr dokowania ręcznie. Na pokładzie pojazdu znajdował się niemiecki astronauta Reinhold Ewald, sponsorowany przez ESA.